# Archie Robertson
Arthur James Robertson (Sheffield, South Yorkshire, 19 d'abril de 1879 – Peterborough, 18 d'abril de 1957) va ser un atleta anglès que va competir a principis del segle xx.
Robertson estudià a la Kelvinside Academy de Glasgow, i al King's School de Peterborough. Brillant en tot tipus d'esport, primer es dedicà al ciclisme i no fou fins als 25 anys, quan una lesió l'obligà a deixar-lo, que es passà a l'atletisme.
El març de 1908 guanyà el campionat anglès i el Cros de les Nacions, alhora que quedava segon en la cursa de les quatre milles del campionat anglès. Aquests èxits li van valer per ser seleccionat per prendre part en els Jocs Olímpics de Londres, on va guanyar la medalla d'or en la prova de les tres milles per equips i la plata en els 3200 metres obstacles. També disputà la cursa de les cinc milles, on acabà en cinquena posició final. El seu germà David fou membre de l'equip britànic de ciclisme en aquests mateixos Jocs.
El 13 de setembre de 1908 Robertson establí un nou rècord del món dels 5000 metres. El 1909 es retirà de la pràctica de l'atletisme per tornar al ciclisme. Posteriorment, junt al seu germà, obrí una botiga d'esports a Peterborough.